# Apollon (revue)
Pour les articles homonymes, voir Apollon (homonymie).

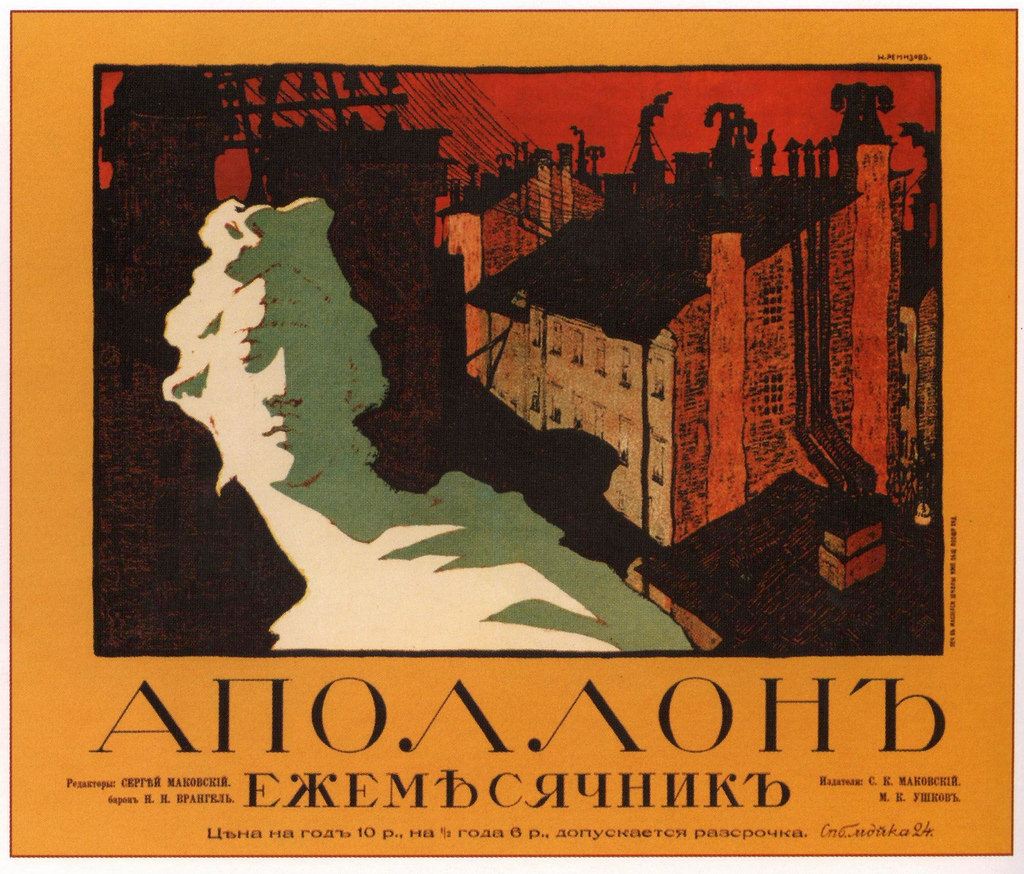
Couverture dApollon Nicolai Remisoff, 1911.

Apollon (« Аполло́н ») est une revue illustrée russe de peinture, musique, littérature, théâtre qui paraît de 1909 à 1917 à Saint-Pétersbourg.

## Histoire
En 1909-1910, il s'agit d'une revue mensuelle, puis en 1911 elle paraît dix fois l'an ; en 1909-1910, elle produit un supplément appelé « l'Almanach littéraire ». En 1911-1912, elle devient, 2 fois par mois, un supplément de la revue Chronique de l'art russe, puis en 1913 une partie même de cette revue. Le rédacteur et éditeur en est Sergueï Makovski, le fils du peintre réaliste Constantin Makovski.

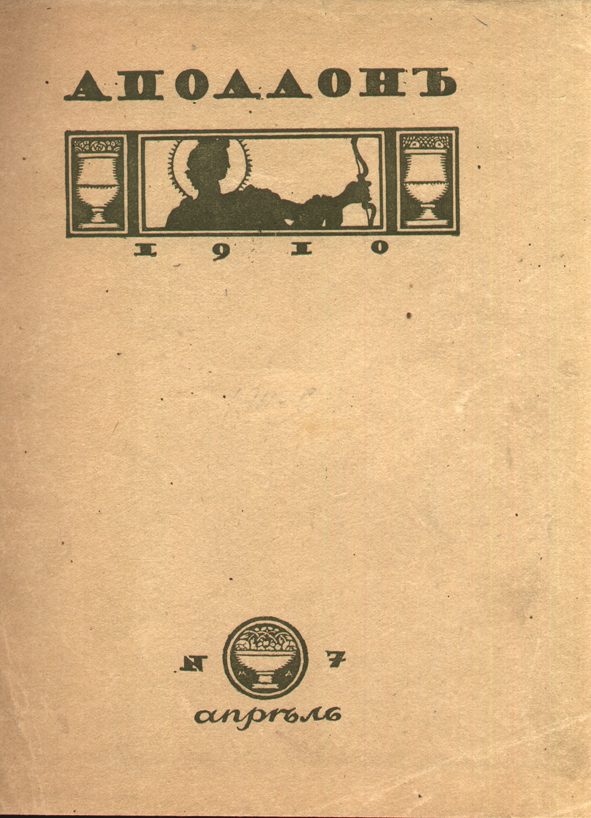
Apollon (1910).

Apollon publiait des articles sur l'art russe et étranger (classique et contemporain), des comptes rendus d'expositions, ou sur la vie musicale et artistique en Russie et à l'étranger. Les problèmes d'étude et de protection des monuments de l'art russe y étaient également présentés. La revue partageait les vues idéalistes et les goûts raffinés de l'élite littéraire et artistique. Elle adoptait une attitude plutôt négative à l'égard des Ambulants, et des orientations défendues par les pouvoirs publics et politiques en place. À la sortie de chaque revue étaient organisées des expositions de tableaux et des soirées littéraires sur invitation. La revue devint rapidement le véritable arbitre en matière de questions artistiques. La qualité des publications lui assurait un succès toujours grandissant.
La revue présente les différents courants de l'art russe du début du XXe siècle. Elle attire l'attention du public sur les symbolistes, notamment grâce à des articles de Valerian Tchoudovski. Puis, à partir de 1913, elle devient une tribune pour les acméistes. Le premier numéro de 1913 publie le manifeste de l'acméisme sous la plume de Nikolaï Goumilev. Elle publie des œuvres d'Innokenti Annenski , d'Alexandre Blok, de Valéri Brioussov, de Viatcheslav Ivanovitch Ivanov , de Mikhaïl Kouzmine , de Nikolaï Goumilev.
Sergueï Makovski était reconnu comme le chef d'une nouvelle culture classique s'opposant aux tendances trop radicales qui se développaient. L'orientation qu'il donnait à sa revue permit à Mikhaïl Kouzmine de publier son article « de la beauté, de la clarté, notes sur la prose » en janvier 1910, qui représentait le "manifeste" de l'Acméisme. Les acméistes avaient de meilleurs contacts avec « Apollon » qu'avec l'Union de la jeunesse. Makovski cultivait une atmosphère élégante. Il condamnait l'avant-garde, tout en rendant compte de ses activités, et pour les jeunes révolutionnaires, sa revue était une citadelle de conservatisme. Le comité éditorial de la revue Apollon comprenait presque tous les membres de Mir Iskousstva et devint après la disparition de Vesy et de La Toison d'or le point de convergence des artistes peintres et écrivains de son époque. Malgré son sens de la mesure, Makovski rendait compte des activités de l'avant-garde avec par exemple : des dessins d'Alexandra Exter, des assemblages en relief de Vladimir Tatline. En 1909 et 1910, Vassily Kandinsky publia cinq « lettres de Munich » dans Apollon. Tout cela faisait que la revue était une vraie revue de son temps .
Cela lui permit de servir de modèle à un des plus grands événement de l'art de la Russie à cette époque : le « Deuxième congrès panrusse des artistes », qui se tint à Saint-Pétersbourg en décembre 1911-janvier 1912. Ce congrès organisait un débat sur la fonction de l'art dans la société russe contemporaine, sur l'éducation artistique, la muséologie, l'art populaire et même l'« avant-garde ».
Un des mérites de la revue Apollon est encore d'avoir mis en avant l'œuvre picturale et musicale de Mikalojus Konstantinas Čiurlionis. Serge Makovski lui-même le soutient et lui consacre un article élogieux dans le numéro 5 de la revue en 1911.
Hors des frontières de son pays natal (la Lituanie) il reste méconnu, mais tient une place privilégiée aux sources de l'art du XXe siècle à l'époque de la transition vers l'abstraction pure.
En 1918 après la révolution d'Octobre, la revue est obligée à la suite de publications antisoviétiques de cesser toutes ses publications.

## Aujourd'hui
À partir de 1993, une nouvelle revue d'art et de littérature reprit ce nom d'Apollon. Elle paraît de manière irrégulière jusqu'en 1998 ; des œuvres de poètes russes y sont publiées, ainsi que des traductions d'œuvres classiques ou contemporaines. Elle révèle des textes classiques de l'Âge d'argent mais qui étaient peu connus.

## Liens
- (ru) « АПОЛЛОН, ЖУРНАЛ » [archive du 15 mai 2012], Онлайн-энциклопедия «Кругосвет» (consulté le 7 avril 2012)

- (ru) Cet article est partiellement ou en totalité issu de l’article de Wikipédia en russe intitulé « Аполло́н » (voir la liste des auteurs).